# Sármellék
Sármellék är en ort i Ungern.   Den ligger i provinsen Zala, i den västra delen av landet, 170 km sydväst om huvudstaden Budapest. Sármellék ligger 123 meter över havet och antalet invånare är 1 836.
Terrängen runt Sármellék är platt. Runt Sármellék är det ganska glesbefolkat, med 30 invånare per kvadratkilometer. Närmaste större samhälle är Keszthely, 8,4 km nordost om Sármellék. I omgivningarna runt Sármellék växer i huvudsak blandskog.